# Павле Милекић
Павле Милекић (Крагујевац, 6. октобар 1924 — Београд, 14. јануар 1977) био је српски неуропсихијатар, доктор медицинских наука, преводилац и аутор.
Др Милекић је био пионир адолесцентне психијатрије у СФРЈ разврставајући психо сексуални развој младих у више фаза које могу да помогну родитељима да боље разумеју своју децу. Такође је у недељном листу Младост у оквиру рубрике Интимни разговори одговарао на писма читалаца или објављивао текстове о сексу, преседан у пуританској комунистичкој Југославији крајем 50-тих година. Учествовао је на многобројним трибинама на Радио Београду и држао предавања о адолесценцији и сексуалном образовању на Коларчевом народном универзитету.
Био је ожењен Десанком Милекић са којом има четворо деце. Заједно са супругом Десом превео је многобројна дела, укључујући Сигмунда Фројда и Карла Густава Јунга.

## Други светски рат
Као ученик крагујевачке гимназије, игром је случаја преживео Крагујевачки масакр, октобра 1941. године, када су немачки војници у току наставе извели професоре и ђаке.
Књижевник Иван Ивањи у свом говору приликом отварања изложбе „Крагујевачка трагедија 1941.” у меморијалном центру Бухенвалд код Вајмара 25. марта 2011. је рекао:
“Мој, нажалост, рано преминули пријатељ, психијатар Павле Милекић, само случајно није стрељан у Крагујевцу. Био је гимназијалац и налазио се међу ученицима и осталим људима које су водили у правцу Шумарица. Један немачки официр га је извео из колоне одређене за погубљење, вероватно због тога што је изгледао детињасто и ставио га у групу коју су послали на рад у Немачку...”
Норвешки књижевник Пер Хансон је написао књигу o овом догађају „Октобар 1941”, (српско издање у преводу Љубише Рајића, 1977) где је објавио интервјуе преживелих са стрељања, укључујући и разговор са Павлом Милекићем. Павле је био у логору у Немачкој од 1941. до 1945. године где је научио руски и немачки језик.

## Студије и каријера
Павле Милекић је уписао медицину на Медицинском факултету у Београду, где је и дипломирао. Специјализацију из неуропсихијатрије је почео у Специјалној болници за психијатријске болести у Ковину а касније се запослио у Неуропсихијатријској клиници у Београду под руководством проф. др Уроша Јекића и академика др Јована Ристића. Током специјализације радио је код проф. Кречмера на Универзитетскoj клиници за неурологију у Тибингену, Немачка.
Докторску дисертацију под називом „Феномени такозване кризе у адолесценцији” одбранио је на Универзитету у Београду 1965. године после усавршавања у Немачкој (стипендија Александар фон Хумболт) и Совјетском Савезу (стипендија Академије наука СССР). 
 

## Дела (библиографија)

### Књиге
- Интимни разговори, 1958.[3]
- Сексуално васпитање, 1961.
- Моје дете и љубомора, 1962.
- Адолесценција: медицинско-психолошки проблеми сазревања човека, 1965.
- Душевне болести и неурозе, 1967, 1968.
- Здравље младих и алкохолизам, 1970.
- Сексуално сазревање младих, 1971.

### Преводи
- Фројд, Сигмунд: О сексуалној теорији; Тотем и табу, 1969, 1970,1973, 1976, 1979, 1981,

1984, 2009.
- Конрад: О агресивности, 1970, 1981.
- Јунг, Карл Густав: Динамика несвесног, 1977, 1978, 1984, 1990, 1996, 2016.
- Јунг, Карл Густав: Дух и живот, 1977, 1978, 1984.
- Јасперс, Карл: Општа психопатологија, 1978, 1990.
- Јунг, Карл Густав: О психологији несвесног, 1977, 1978, 1984.
- Кемпе, Хенри Ц: Савремена дијагностика и лечење у педијатрији, 1974.